# Dầu rái
Dầu rái hay dầu con rái, dầu nước (danh pháp hai phần: Dipterocarpus alatus) là loài thực vật thuộc họ Dầu.

## Lịch sử phân loại
Năm 1814 William Roxburgh (1751-1815) đề cập tới D. alatus nhưng không kèm mô tả khoa học tại trang 42 sách Hortus Bengalensis. Tại trang 614 quyển 2 phiên bản in năm 1832 của sách Flora indica, or, Descriptions of Indian plants do Roxburgh viết và William Carey (1761-1834) biên tập thì người ta mới cung cấp mô tả khoa học cho D. alatus. Tuy nhiên, năm 1831 tại trang 813 quyển 1 sách A general history of the dichlamydeous plants thì George Don (1798-1856) đã mô tả loài này, với dẫn chiếu tới tên gọi của Roxburgh năm 1814.
Năm 1868, Alphonse Pyramus de Candolle (1806-1893) mô tả D. alatus tại trang 611 phần 2 quyển 16 sách Prodromus systematis naturalis regni vegetabilis. Tuy nhiên, loài mà ông mô tả dù dẫn chiếu tới mô tả của Roxburgh năm 1832, nhưng hiện nay được xác định là đồng nghĩa muộn của Dipterocarpus costatus C.F.Gaertn., 1805.

## Phân bố
Cây dầu rái phân bố trong rừng nhiệt đới ẩm ở Ấn Độ (Tây Bengal và quần đảo Andaman), Bangladesh, Campuchia, Lào, Myanmar, Thái Lan, Philippines và Việt Nam.
Tại Việt Nam, loài cây này thường quần tụ dọc bờ sông và là cây chủ yếu tại các khu rừng phục hồi dọc theo sông Đồng Nai và Vườn quốc gia Cát Tiên. Năm 2011, một quần thể cây Dầu rái quý hiếm, nguyên sinh và thuần chủng lớn nhất Việt Nam đã được phát hiện tại vườn quốc gia Phong Nha-Kẻ Bàng
Dầu rái là cây gỗ lớn, thân tròn, thẳng, cao 40 – 50 m, có thể đạt đến 70 m. Gỗ màu nâu đỏ nhạt, thớ thô, bền. Dầu rái là cây nguyên liệu chế biến sơn, vecni.

## Hình ảnh

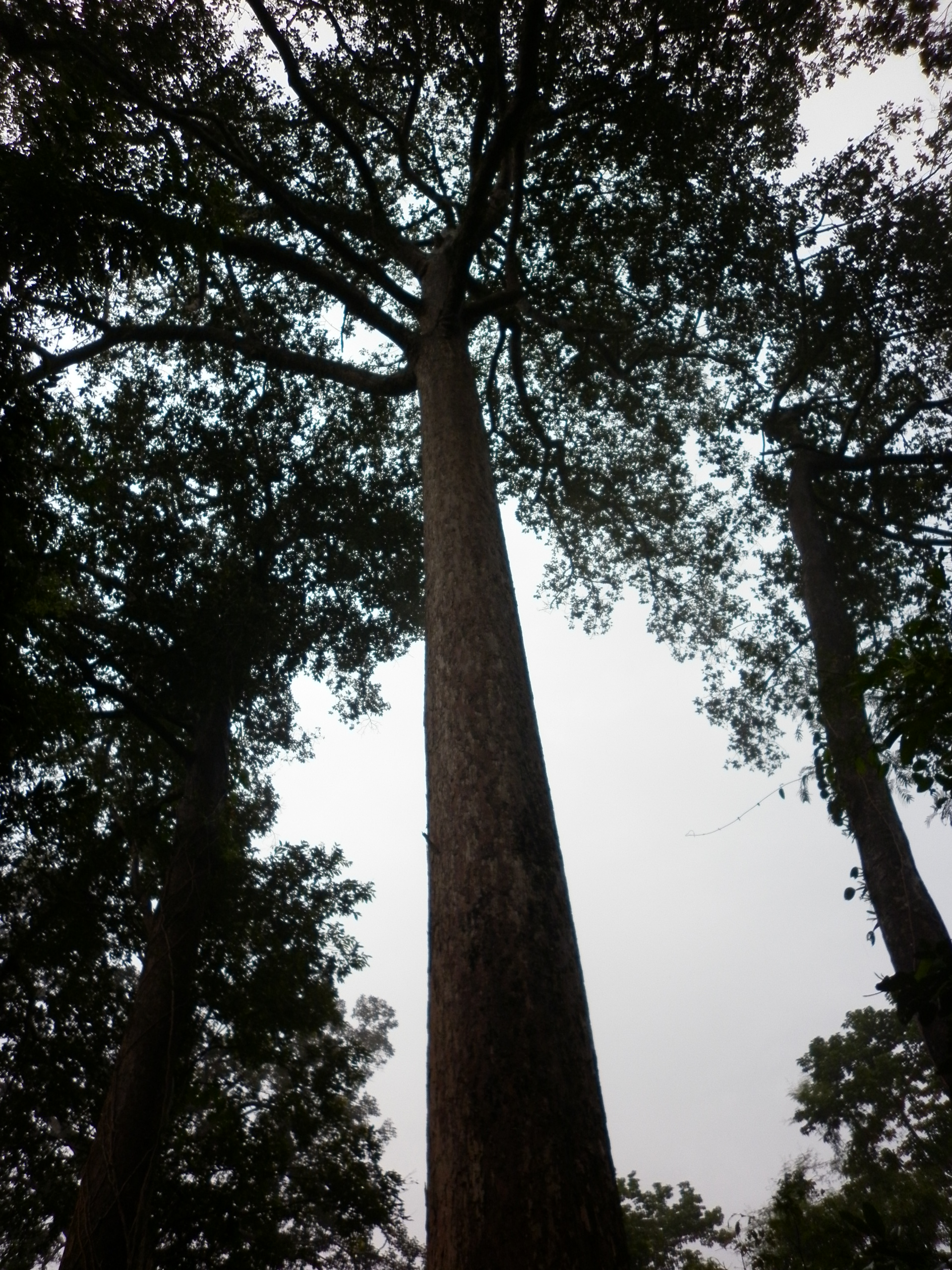
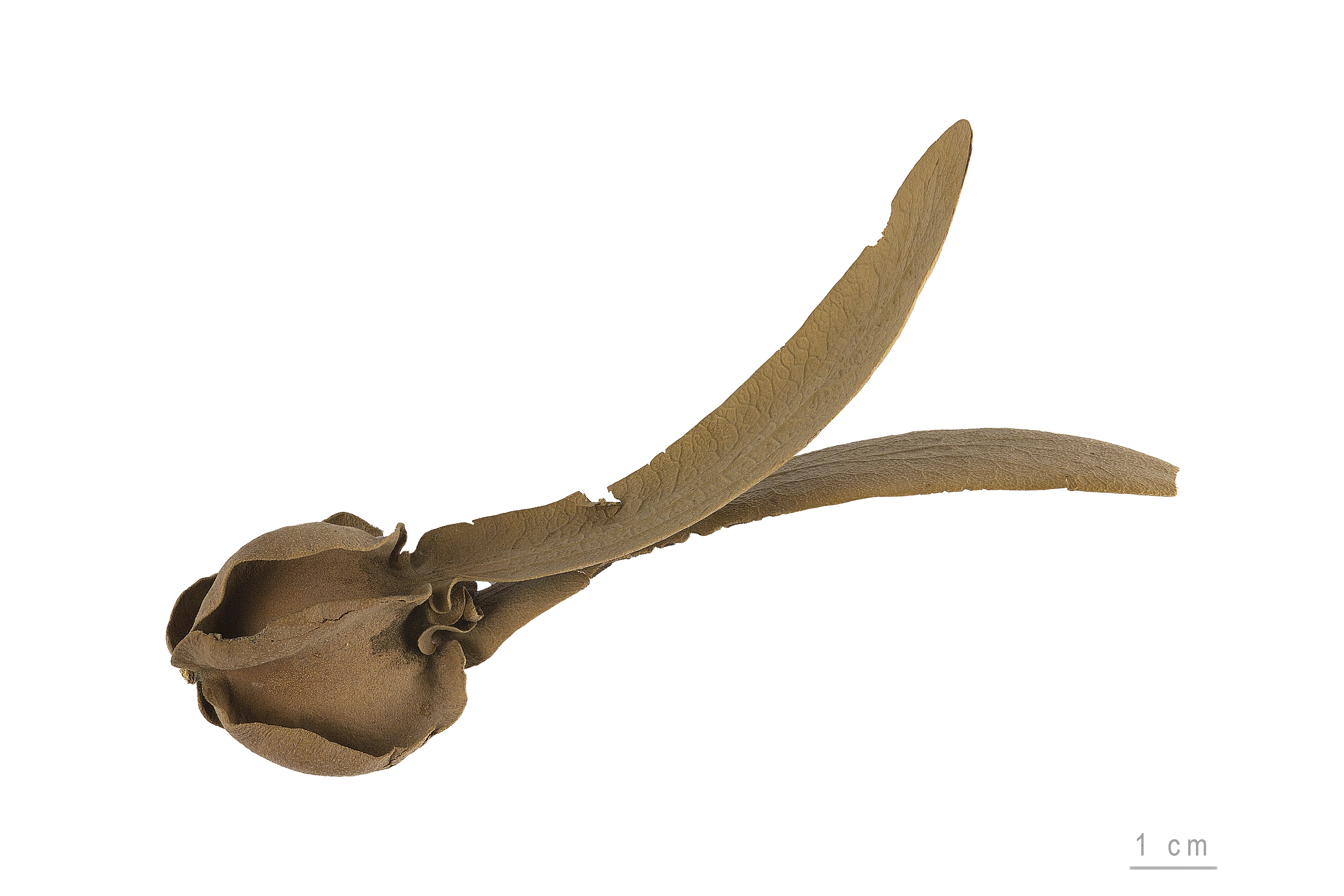
Dipterocarpus alatus - Mẫu vật trong viện bảo tàng.